# Леонид Браиловски
Леонид Михајловић Браиловски (рус. Леонид Михайлович Браиловский; Харков, 4. јун 1867. — Рим, 7. јул 1937) био је руски архитекта, сликар, сценограф и педагог.

## Одрастање и образовање
Леонид Браиловски је одрастао у православној руској породици у Харкову. Отац Михаил Владимировић Браиловски био је родом из Белгорода, где је био посланик у градској скупштини. Михаил Владимировић је преминуо 1869. Леонидова мајка Софија Степановна Сидљаревскаја била је племићког порекла. Софија Степановна преминула је 1890.
Леонид је похађао класичну гимназију. Завршио је студије архитектуре 1894. на Царској уметничкој академији (рус. Императорская Академия художеств). Од 1895. до 1898. био је на пропутовању од Париза до Рима.

## Каријера педагога
Од 1898. предавао је архитектуру на Московској школи за сликарство, скулптуру и Архитектуру - МУЖВЗ (рус. Моско́вское учи́лище жи́вописи, вая́ния и зо́дчества - МУЖВЗ). 1899. постао је професор на Универзитету Строганов (рус. Российский государственный художественно-промышленный университет имени С. Г. Строганова ).

## Каријера архитекте и уметника

### Најважнији архитектонски пројекти у Русији
- Пројекат стамбене зграде Перцова (1905 – 1906, Москва, Пречистенскаја насип)
- Пројекат виле (1906, Крим)
- Конкурсни пројекат нове зграде МУЗХВЗ (1906 – 1907, Москва)
- Приватна вила (1907, Туапсе)
- Надгробни споменик Антона Чехова, са Фјодором Шехтелом (1907-1908, Московско гробље)
- Надгробни споменик композитора Василија Калиникова (1908, Јалта)
- Зграда позоришта, заједно са Иваном Жолтовским (1900-те, Дњепропетровск)
- Изградња радионице и обнова сопствене виле (1911, Москва)

Иако је радио као архитекта, Браиловски је у Русији био познатији као сликар акварела. Сликао је старе зграде и споменике, унутрашњост храмова и палата. 1900. је сликао репродукције фресака из цркава у Јарославу, Ростову и Новгороду.
Радио је као декоратер eнтеријера, моделирајући намештај од дрвета и бронзе. Од 1909. радио је углавном као сценограф. Радио је сценографије и у Бољшој театру. 1916. добио је звање Академика.

### Најважније сценографије у Москви
- „Тешко од памети“ Александра Грибоједова (1911, Мало позориште)
- "Чаша воде" (1911, Мало позориште)
- "Војвоткиња од Падове" Оскара Вајлда (1912, Мало позориште)
- „Скупштина“ Пјотра Гнедића (1912, костими Александринског позоришта)
- "Млетачки трговац" Вилијама Шекспира (1916, Мало позориште)
- "Дон Ђовани" В. А. Моцарт (1916, Бољшој театар)

## Боравак у Београду
Након Октобарске револуције, напустио је Русију. Са супругом Рименом Римом Никитишином је прво пребегао у Летонију, потом у Истанбул и Београд. Брачни пар Браиловски су од 1921. до 1924. били ангажовани у Народном позоришту, Леонид као сценограф, а Рима као костимограф. У току три позоришне сезоне преузимају најтеже сценографске и костимографске задатке, укључујући све амбициозније редитељске интервенције у драми, опери и балету. По нацртима Леонида Браиловског подигнут је 1922. део зграде Народног позоришта у коме је била смештена сликарница.
За свој допринос, Леонид Браиловски је одликован Орденом Светог Саве IV степена (1923).
До средине 1925. Леонид и Рима Браиловски су радили на сцени Мањежа и у обновљеној згради Народног позоришта. За то време опремили су 17 позоришних дела (Е. Ростан, Ж. Офенбах, Ж. Б. П. Молијер, Ш. Гуно, В. Шекспир, Б. Сметана, Б. Нушић, П. Коњовић, Н. Римски-Корсаков, Ж. Бизе, П. И. Чајковски, М. Бојић и Ж. Масне). Леонид Браиловски је у Народном позоришту блиско сарађивао са Јуријем Ракитином у Драми и Теофаном Павловским у Опери. У поставкама комада национално-историјске садржине, као што су Наход и Урошева женидба, Браиловски је дао посебан допринос позоришној стилизацији српске средњовековне архитектуре и ношње.
Током свог ангажмана у Београду, брачни пар Браиловски су инсистирали на слободи рада сценографа и костимографа, истичући да њихов рад није само оквир за представу већ самостално уметничко дело, да се боје костима и декора спајају у једну целину. „Моја решења су се показала чудним аудиторијуму у Србији”, казао је Браиловски и желећи другачије искуство напустио је Србију и отишао за Италију.

## Боравак у Италији
Боравећи у Србији и Италији, између 1920-1930, Браиловски је насликао циклус "Слике Старе Русије". Његова дела се данас налазе у Третјаковској галерији, Државном руском музеју, Музеју Сорбоне у Паризу, Ватиканском музеју и многим другим. Имао је самосталне изложбе у Паризу (1930) и Ватикану (1932). 1932. организована је у Ватикану изложба од 40 слика Браиловског са приказом споменика руске верске уметности. 1933. Браиловски је основао у Ватикану Музеј руске сакралне архитектуре у конгрегацији Источих цркава, са преко 100 слика и мапа које приказују споменике руске црквене уметности и архитектуре.
Леонид Браиловски се у Италији преобратио у католицизам.

### Смрт
Леонид Браиловски је трагично преминуо 1937. у Риму када га је случајно погодио залутали метак у метежу који је настао у сукобу фашиста. Сахрањен је у руском делу римокатоличког гробља Кампо Верано.
Помен Леониду Браиловском написао је протојереј руске православне цркве Александар Сипјагин: „Овде, а посебно у цркви Светог Антонија, покојни се осећао као код куће... Далеко од куће, отишао је уметник, патриота, хришћанин. Његов пепео однесен je на гробље Кампо Верано... Посмртни остаци руског католика – Леонида Михајловића Браиловског, познатог уметника почивају у гробу на месту које је поклонио побожни кардинал да странци који умру у Риму имају где да се сахране“.